# Ricardo Cadú
Ricardo Manuel Ferreira Sousa (n. 21 decembrie 1981, Paços de Ferreira, Districtul Porto, Portugalia), cunoscut sub numele de Cadú, este un fotbalist portughez retras din activitate, ce a evoluat pe postul de fundaș. Acesta a jucat în România în perioada (2006-2014) la CFR Cluj, fiind și căpitanul formației ardelene. El deține și cetățenie română.
Cadu e este unul dintre cei mai de succes fotbaliști din ulimii ani din România, reușind în intervalul de ani 2008-2012, să ridice din această postură de căpitan nu mai puțin de 8 trofee pentru CFR Cluj: 3 Campioante ale României (2008, 2010, 2012), 3 Cupe ale României (2008, 2009, 2010) și 2 Supercupe (2009, 2010).
Ricardo Cadu este în acest moment al optulea jucător străin în topul celor mai multe meciuri oficiale jucate în istoria fotbalului din România.

## Cariera în Portugalia
Ricardo Cadu și-a început cariera de fotbalist profesionist la echipa de Liga a III-a din Portugalia, SC Gondomar. După un sezon excelent, tânărul fotbalist portughez de 19 ani, a semnat în vara anului 2002 un contract cu echipa de primă ligă Paços de Ferreira, unde a reușit rapid să se impună drept titular incontestabil.
După două sezoane petrecute la Paços de Ferreira, timp în care a jucat nu mai puțin de 46 de meciuri oficiale, înscriind și 3 goluri, Ricardo Cadu a fost transferat în anul 2004 la mult mai bine cotata Boavista Porto, echipă cu care s-a clasat doi ani la rând pe locul 6 în Prima Ligă din Portugalia. În cei doi ani petrecuți la Boavista Porto, fundașul portughez a bifat 58 de meciuri oficiale, reușind și trei goluri.

## Cariera în România la CFR Cluj
În vara anului 2006, atras de proiectul pe termen lung foarte interesant al celor de la CFR Cluj, Ricardo Cadu a semnat cu clubul clujean, suma de transfer fiind de €750.000.
În anul 2007, Ricardo Cadu devine căpitanul echipei CFR Cluj, rușind ca la finele celui de-al doilea sezon în tricoul ardelenilor, să ridice din această postură primele trofee din istoria clubului: Campionatul României, Cupa României și Supercupa României.
În anii petrecuți în România, Ricardo Cadu s-a impus ca un simbol al clubului CFR Cluj, ridicând din postura de căpitan nu mai puțin de 8 trofee: de 3 ori Campionatul României (2008, 2010, 2012), de 3 ori Cupa României (2008, 2009, 2010) și de două ori Supercupa României (2009, 2010). Pe lângă aceasta, Cadu s-a dovedit a fi omul decisiv la câștigarea primelor titlurilor de campioni ai României obținute de către CFR Cluj: golurile sale marcate în ultimele minute de joc contra celor de la "U" Cluj în ultima etapă a sezonului 2008 și din penultima etapă a sezonului 2012, precum și golul decisiv din 2010 contra celor de la Universitatea Craiova, au fost golurile care au transformat-o de trei ori pe CFR Cluj în campioana României.

## Performanțe individuale
La finele sezonului 2009-2010, câștigat de echipa sa, CFR Cluj, Cadu primește premiul de  "Cel mai bun fundaș central al sezonului 2009-2010 din România".
În anul 2011, Ricardo Cadu primește din partea galeriei "Trofeul suporterilor CFR Cluj" de cel mai bun jucător al sezonului.
La data de 01.05.2012, în urma meciului câștigat acasă cu 1-0 contra echipei FC Brașov, Ricardo Cadu, devine cu 152 de partide oficiale, jucătorul străin cu cele mai multe meciuri în istoria fotbalului din România.

## Titluri
| Sezon   | Club          | Titlu              |
| ------- | ------------- | ------------------ |
| 2007-08 | CFR 1907 Cluj | Liga I             |
| 2007-08 | CFR 1907 Cluj | Cupa României      |
| 2008-09 | CFR 1907 Cluj | Cupa României      |
| 2009    | CFR 1907 Cluj | Supercupa României |
| 2009-10 | CFR 1907 Cluj | Liga I             |
| 2011-12 | CFR 1907 Cluj | Liga I             |